# Belvidere (Dakota Południowa)
Belvidere – miasto w Stanach Zjednoczonych, w stanie Dakota Południowa, w hrabstwie Jackson.